# Jacques-François de Villiers
Jacques-François de Villiers (Saint-Maixent, 1727–1794) foi médico e tradutor francês. Villiers praticou como médico nos campos do exército real durante a Guerra dos Sete Anos. Mais tarde, foi nomeado doutor-regente da faculdade de medicina da Universidade de Paris e também trabalhou na Royal Veterinary School.
Escreveu dez artigos para a famosa Encyclopédie de Diderot e D'Alembert, incluindo o artigo mais longo da obra, "Forneau (Chimie philosophique)", ("Fornalha (Filosofia química"). Ele também contribuiu para o Journal de médecine e foi o tradutor de inúmeras obras médicas do latim e do inglês.

## Publicações
- Méthode pour rappeler les noyés à la vie, recueillie des meilleurs auteurs (Método para ressuscitar o afogado, coletado dos melhores autores, 1771)

### Traduções do inglês
- Manuel secret et analyse des remède de MM. Sutton pour l’inoculation de la petite vérole (1774)
- La Médecine pratique de Londres, ouvrage dans lequel on a exposé la définition et les symptômes des maladies, avec la méthode actuelle de les guérir. (A prática médica de Londres, onde a definição e os sintomas das doenças, com o presente método de cura, são claramente estabelecidos, 1778)

### Traduções do latim
- Aphorismes de chirurgie por Hermann Boerhaave (7 vol., 1753-1765)
- Éléments de docimastique, ou De l’art des essais por Johann Andreas Cramer (4 vol., 1755)
- Instituts de chymie por Jacob Reinbold Spielmann (2 vol., 1770)